# Plusia festucella
Plusia festucella är en fjärilsart som beskrevs av Embrik Strand 1917. Plusia festucella ingår i släktet Plusia och familjen nattflyn. Inga underarter finns listade i Catalogue of Life.